# هاربر فيليبس
هاربر فيليبس (بالإنجليزية: Harper Phillips)‏ هو متزحلق جبال الألب أمريكي، ولد في 4 مايو 1973.

## وصلات خارجية
- هاربر فيليبس على موقع أوليمبيديا (الإنجليزية)